# Liga Mistrzyń siatkarek (2007/2008)
Liga Mistrzyń 2007/2008 (oficjalna nazwa Indesit European Champions League) – 8. sezon Ligi Mistrzyń rozgrywanej od 2007 roku, organizowanego przez Europejską Konfederację Piłki Siatkowej (CEV) w ramach europejskich pucharów dla żeńskich klubowych zespołów siatkarskich „starego kontynentu”.

## Drużyny uczestniczące
- Asystel Novara
- Despar Sirio Perugia
- Vini Monteschiavo Jesi
- Dinamo Moskwa
- Zarieczje Odincowo
- RC Cannes
- ASPTT Miluza
- Gruppo Murcia 2002
- Spar Teneryfa Marichal
- Winiary Bakalland Kalisz
- Farmutil Piła
- Eczacıbaşı Zentiva Stambuł
- Fenerbahçe SK
- Türk Telekom Ankara
- ŽOK Rijeka
- DELA Martinus Amstelveen
- VBC Voléro Zurych
- Azərreyl Baku
- Poštar 064 Belgrad
- SVS Post Schwechat

## Rozgrywki

### Faza grupowa
awans do play-off
     gospodarz turnieju finałowego

#### Grupa A
Tabela
| Lp. | Drużyna                | Pkt | Mecze | Mecze | Mecze | Sety | Sety | Sety  | Małe punkty | Małe punkty | Małe punkty |
| Lp. | Drużyna                | Pkt | M     | W     | P     | wyg. | prz. | ratio | zdob.       | str.        | ratio       |
| --- | ---------------------- | --- | ----- | ----- | ----- | ---- | ---- | ----- | ----------- | ----------- | ----------- |
| 1   | Vini Monteschiavo Jesi | 11  | 6     | 5     | 1     | 15   | 7    | 2.143 | 522         | 469         | 1.113       |
| 2   | Farmutil Piła          | 10  | 6     | 4     | 2     | 13   | 9    | 1.444 | 485         | 483         | 1.004       |
| 3   | RC Cannes              | 9   | 6     | 3     | 3     | 14   | 9    | 1.556 | 530         | 463         | 1.145       |
| 4   | ŽOK Rijeka             | 6   | 6     | 0     | 6     | 1    | 18   | 0.056 | 355         | 477         | 0.744       |

Źródło: cev.lu
Zasady ustalania kolejności: 1. liczba zdobytych punktów; 2. wyższy stosunek setów; 3. wyższy stosunek małych punktów.
Punktacja: zwycięstwo – 2 pkt; porażka – 1 pkt
Wyniki
| Data       | Drużyna 1              | Wynik | Drużyna 2              | Sety                              |
| ---------- | ---------------------- | ----- | ---------------------- | --------------------------------- |
| 27.11.2007 | RC Cannes              | 3:0   | ŽOK Rijeka             | 25:20, 25:16, 25:19               |
| 29.11.2007 | Farmutil Piła          | 1:3   | Vini Monteschiavo Jesi | 29:27, 22:25, 13:25, 18:25        |
|            |                        |       |                        |                                   |
| 05.12.2007 | ŽOK Rijeka             | 1:3   | Farmutil Piła          | 20:25, 15:25, 28:26, 20:25        |
| 05.12.2007 | Vini Monteschiavo Jesi | 3:2   | RC Cannes              | 25:20, 25:22, 22:25, 20:25, 17:15 |
|            |                        |       |                        |                                   |
| 12.12.2007 | Vini Monteschiavo Jesi | 3:0   | ŽOK Rijeka             | 25:18, 25:19, 25:12               |
| 13.12.2007 | Farmutil Piła          | 3:2   | RC Cannes              | 25:23, 22:25, 26:24, 17:25, 15:13 |
|            |                        |       |                        |                                   |
| 18.12.2007 | RC Cannes              | 3:0   | Farmutil Piła          | 25:13, 25:18, 25:16               |
| 19.12.2007 | ŽOK Rijeka             | 0:3   | Vini Monteschiavo Jesi | 22:25, 22:25, 24:26               |
|            |                        |       |                        |                                   |
| 23.01.2008 | Farmutil Piła          | 3:0   | ŽOK Rijeka             | 25:19, 25:14, 25:18               |
| 24.01.2008 | RC Cannes              | 1:3   | Vini Monteschiavo Jesi | 25:23, 19:25, 23:25, 21:25        |
|            |                        |       |                        |                                   |
| 29.01.2008 | ŽOK Rijeka             | 0:3   | RC Cannes              | 75, 22:25, 13:25, 14:25           |
| 29.01.2008 | Vini Monteschiavo Jesi | 0:3   | Farmutil Piła          | 18:25, 22:25, 22:25               |

#### Grupa B
Tabela
| Lp. | Drużyna                  | Pkt | Mecze | Mecze | Mecze | Sety | Sety | Sety  | Małe punkty | Małe punkty | Małe punkty |
| Lp. | Drużyna                  | Pkt | M     | W     | P     | wyg. | prz. | ratio | zdob.       | str.        | ratio       |
| --- | ------------------------ | --- | ----- | ----- | ----- | ---- | ---- | ----- | ----------- | ----------- | ----------- |
| 1   | Zarieczje Odincowo       | 12  | 6     | 6     | 0     | 18   | 5    | 3.600 | 539         | 429         | 1.256       |
| 2   | Winiary Bakalland Kalisz | 10  | 6     | 4     | 2     | 14   | 11   | 1.273 | 545         | 515         | 1.058       |
| 3   | Fenerbahçe SK            | 7   | 6     | 1     | 5     | 9    | 15   | 0.600 | 502         | 523         | 0.960       |
| 4   | Azərreyl Baku            | 7   | 6     | 1     | 5     | 7    | 17   | 0.412 | 443         | 562         | 0.788       |

Źródło: cev.lu
Zasady ustalania kolejności: 1. liczba zdobytych punktów; 2. wyższy stosunek setów; 3. wyższy stosunek małych punktów.
Punktacja: zwycięstwo – 2 pkt; porażka – 1 pkt
Wyniki
| Data       | Drużyna 1                | Wynik | Drużyna 2                | Sety                              |
| ---------- | ------------------------ | ----- | ------------------------ | --------------------------------- |
| 28.11.2007 | Zarieczje Odincowo       | 3:0   | Azərreyl Baku            | 25:5, 25:18, 25:8                 |
| 28.11.2007 | Fenerbahçe SK            | 0:3   | Winiary Bakalland Kalisz | 19:25, 21:25, 16:25               |
|            |                          |       |                          |                                   |
| 04.12.2007 | Azərreyl Baku            | 3:2   | Fenerbahçe SK            | 25:17, 31:29, 16:25, 21:25, 15:12 |
| 04.12.2007 | Winiary Bakalland Kalisz | 2:3   | Zarieczje Odincowo       | 18:25, 18:25, 25:16, 25:22, 10:15 |
|            |                          |       |                          |                                   |
| 11.12.2007 | Azərreyl Baku            | 2:3   | Winiary Bakalland Kalisz | 25:23, 20:25, 18:25, 25:19, 8:15  |
| 12.12.2007 | Zarieczje Odincowo       | 3:0   | Fenerbahçe SK            | 25:15, 25:23, 25:22               |
|            |                          |       |                          |                                   |
| 18.12.2007 | Winiary Bakalland Kalisz | 3:1   | Azərreyl Baku            | 25:19, 25:27, 25:14, 25:15        |
| 19.12.2007 | Fenerbahçe SK            | 2:3   | Zarieczje Odincowo       | 15:25, 27:25, 19:25, 26:24, 6:15  |
|            |                          |       |                          |                                   |
| 23.01.2008 | Fenerbahçe SK            | 3:0   | Azərreyl Baku            | 25:19, 25:10, 25:19               |
| 24.01.2008 | Zarieczje Odincowo       | 3:0   | Winiary Bakalland Kalisz | 25:20, 25:21, 25:23               |
|            |                          |       |                          |                                   |
| 29.01.2008 | Azərreyl Baku            | 1:3   | Zarieczje Odincowo       | 25:22, 22:25, 15:25, 23:25        |
| 29.01.2008 | Winiary Bakalland Kalisz | 3:2   | Fenerbahçe SK            | 26:24, 21:25, 15:25, 25:22, 16:14 |

#### Grupa C
Tabela
| Lp. | Drużyna             | Pkt | Mecze | Mecze | Mecze | Sety | Sety | Sety  | Małe punkty | Małe punkty | Małe punkty |
| Lp. | Drużyna             | Pkt | M     | W     | P     | wyg. | prz. | ratio | zdob.       | str.        | ratio       |
| --- | ------------------- | --- | ----- | ----- | ----- | ---- | ---- | ----- | ----------- | ----------- | ----------- |
| 1   | Asystel Novara      | 11  | 6     | 5     | 1     | 16   | 4    | 4.000 | 498         | 425         | 1.172       |
| 2   | Voléro Zurych       | 11  | 6     | 5     | 1     | 16   | 5    | 3.200 | 511         | 460         | 1.111       |
| 3   | Türk Telekom Ankara | 8   | 6     | 2     | 4     | 6    | 13   | 0.462 | 420         | 429         | 0.979       |
| 4   | ASPTT Miluza        | 6   | 6     | 0     | 6     | 2    | 18   | 0.111 | 379         | 494         | 0.767       |

Źródło: cev.lu
Zasady ustalania kolejności: 1. liczba zdobytych punktów; 2. wyższy stosunek setów; 3. wyższy stosunek małych punktów.
Punktacja: zwycięstwo – 2 pkt; porażka – 1 pkt
Wyniki
| Data       | Drużyna 1           | Wynik | Drużyna 2           | Sety                       |
| ---------- | ------------------- | ----- | ------------------- | -------------------------- |
| 28.11.2007 | Türk Telekom Ankara | 0:3   | Asystel Novara      | 23:25, 15:25, 17:25        |
| 28.11.2007 | Voléro Zurych       | 3:1   | ASPTT Miluza        | 25:18, 25:23, 22:25, 25:17 |
|            |                     |       |                     |                            |
| 05.12.2007 | ASPTT Miluza        | 1:3   | Türk Telekom Ankara | 15:25, 14:25, 25:17, 20:25 |
| 05.12.2007 | Asystel Novara      | 3:1   | Voléro Zurych       | 27:25, 25:20, 27:29, 25:18 |
|            |                     |       |                     |                            |
| 12.12.2007 | Voléro Zurych       | 3:0   | Türk Telekom Ankara | 25:18, 25:20, 25:21        |
| 12.12.2007 | ASPTT Miluza        | 0:3   | Asystel Novara      | 24:26, 21:25, 17:25        |
|            |                     |       |                     |                            |
| 19.12.2007 | Asystel Novara      | 3:0   | ASPTT Miluza        | 25:15, 25:18, 25:16        |
| 20.12.2007 | Türk Telekom Ankara | 0:3   | Voléro Zurych       | 23:25, 21:25, 21:25        |
|            |                     |       |                     |                            |
| 23.01.2008 | Voléro Zurych       | 3:1   | Asystel Novara      | 25:20, 25:18, 18:25, 25:23 |
| 24.01.2008 | Türk Telekom Ankara | 3:0   | ASPTT Miluza        | 25:13, 25:14, 25:21        |
|            |                     |       |                     |                            |
| 29.01.2008 | Asystel Novara      | 3:0   | Türk Telekom Ankara | 31:29, 26:24, 25:21        |
| 29.01.2008 | ASPTT Miluza        | 0:3   | Voléro Zurych       | 27:29, 16:25, 20:25        |

#### Grupa D
Tabela
| Lp. | Drużyna                    | Pkt | Mecze | Mecze | Mecze | Sety | Sety | Sety  | Małe punkty | Małe punkty | Małe punkty |
| Lp. | Drużyna                    | Pkt | M     | W     | P     | wyg. | prz. | ratio | zdob.       | str.        | ratio       |
| --- | -------------------------- | --- | ----- | ----- | ----- | ---- | ---- | ----- | ----------- | ----------- | ----------- |
| 1   | Colussi Perugia            | 10  | 6     | 4     | 2     | 15   | 7    | 2.143 | 516         | 454         | 1.137       |
| 2   | Gruppo 2002 Murcia         | 10  | 6     | 4     | 2     | 15   | 8    | 1.875 | 522         | 480         | 1.088       |
| 3   | Eczacıbaşı Zentiva Stambuł | 10  | 6     | 4     | 2     | 12   | 9    | 1.333 | 471         | 418         | 1.127       |
| 4   | Poštar 064 Belgrad         | 6   | 6     | 0     | 6     | 0    | 18   | 0.000 | 293         | 450         | 0.651       |

Źródło: cev.lu
Zasady ustalania kolejności: 1. liczba zdobytych punktów; 2. wyższy stosunek setów; 3. wyższy stosunek małych punktów.
Punktacja: zwycięstwo – 2 pkt; porażka – 1 pkt
Wyniki
| Data       | Drużyna 1                  | Wynik | Drużyna 2                  | Sety                              |
| ---------- | -------------------------- | ----- | -------------------------- | --------------------------------- |
| 28.11.2007 | Colussi Perugia            | 3:0   | Eczacıbaşı Zentiva Stambuł | 25:11, 25:21, 27:25               |
| 29.11.2007 | Gruppo 2002 Murcia         | 3:0   | Poštar 064 Belgrad         | 25:21, 25:21, 25:12               |
|            |                            |       |                            |                                   |
| 05.12.2007 | Poštar 064 Belgrad         | 0:3   | Colussi Perugia            | 17:25, 17:25, 20:25               |
| 05.12.2007 | Eczacıbaşı Zentiva Stambuł | 3:2   | Gruppo 2002 Murcia         | 22:25, 25:19, 25:20, 24:26, 15:8  |
|            |                            |       |                            |                                   |
| 12.12.2007 | Eczacıbaşı Zentiva Stambuł | 3:0   | Poštar 064 Belgrad         | 25:18, 25:17, 25:9                |
| 12.12.2007 | Colussi Perugia            | 2:3   | Gruppo 2002 Murcia         | 18:25, 20:25, 27:25, 25:20, 16:18 |
|            |                            |       |                            |                                   |
| 18.12.2007 | Poštar 064 Belgrad         | 0:3   | Eczacıbaşı Zentiva Stambuł | 19:25, 9:25, 11:25                |
| 20.12.2007 | Gruppo 2002 Murcia         | 1:3   | Colussi Perugia            | 20:25, 25:23, 22:25, 19:25        |
|            |                            |       |                            |                                   |
| 23.01.2008 | Colussi Perugia            | 3:0   | Poštar 064 Belgrad         | 25:19, 25:19, 25:11               |
| 24.01.2008 | Gruppo 2002 Murcia         | 3:0   | Eczacıbaşı Zentiva Stambuł | 25:19, 25:16, 25:23               |
|            |                            |       |                            |                                   |
| 29.01.2008 | Eczacıbaşı Zentiva Stambuł | 3:1   | Colussi Perugia            | 20:25, 25:20, 25:20, 25:20        |
| 29.01.2008 | Poštar 064 Belgrad         | 0:3   | Gruppo 2002 Murcia         | 17:25, 20:25, 16:25               |

#### Grupa E
Tabela
| Lp. | Drużyna                  | Pkt | Mecze | Mecze | Mecze | Sety | Sety | Sety  | Małe punkty | Małe punkty | Małe punkty |
| Lp. | Drużyna                  | Pkt | M     | W     | P     | wyg. | prz. | ratio | zdob.       | str.        | ratio       |
| --- | ------------------------ | --- | ----- | ----- | ----- | ---- | ---- | ----- | ----------- | ----------- | ----------- |
| 1   | Dela Martinus Amstelveen | 11  | 6     | 5     | 1     | 17   | 5    | 3.400 | 510         | 432         | 1.181       |
| 2   | Dinamo Moskwa            | 10  | 6     | 4     | 2     | 15   | 9    | 1.667 | 537         | 510         | 1.053       |
| 3   | Spar Tenerife Marichal   | 9   | 6     | 3     | 3     | 10   | 10   | 1.000 | 448         | 427         | 1.049       |
| 4   | Post Schwechat           | 6   | 6     | 0     | 6     | 0    | 18   | 0.000 | 330         | 456         | 0.724       |

Źródło: cev.lu
Zasady ustalania kolejności: 1. liczba zdobytych punktów; 2. wyższy stosunek setów; 3. wyższy stosunek małych punktów.
Punktacja: zwycięstwo – 2 pkt; porażka – 1 pkt
Wyniki
| Data       | Drużyna 1                | Wynik | Drużyna 2                | Sety                              |
| ---------- | ------------------------ | ----- | ------------------------ | --------------------------------- |
| 27.11.2007 | Dela Martinus Amstelveen | 3:2   | Dinamo Moskwa            | 25:10, 22:25, 25:18, 26:28, 15:13 |
| 28.11.2007 | Post Schwechat           | 0:3   | Spar Tenerife Marichal   | 19:25, 23:25, 23:25               |
|            |                          |       |                          |                                   |
| 05.12.2007 | Dinamo Moskwa            | 3:0   | Post Schwechat           | 30:28, 25:23, 25:15               |
| 05.12.2007 | Spar Tenerife Marichal   | 0:3   | Dela Martinus Amstelveen | 18:25, 21:25, 22:25               |
|            |                          |       |                          |                                   |
| 12.12.2007 | Post Schwechat           | 0:3   | Dela Martinus Amstelveen | 23:25, 22:25, 14:25               |
| 12.12.2007 | Spar Tenerife Marichal   | 3:1   | Dinamo Moskwa            | 19:25, 25:19, 25:23, 25:17        |
|            |                          |       |                          |                                   |
| 20.12.2007 | Dinamo Moskwa            | 3:1   | Spar Tenerife Marichal   | 17:25, 25:20, 25:18, 25:15        |
| 20.12.2007 | Dela Martinus Amstelveen | 3:0   | Post Schwechat           | 25:15, 25:13, 25:14               |
|            |                          |       |                          |                                   |
| 23.01.2008 | Post Schwechat           | 0:3   | Dinamo Moskwa            | 24:26, 19:25, 19:25               |
| 24.01.2008 | Dela Martinus Amstelveen | 3:0   | Spar Tenerife Marichal   | 25:23, 25:20, 25:22               |
|            |                          |       |                          |                                   |
| 29.01.2008 | Dinamo Moskwa            | 3:2   | Dela Martinus Amstelveen | 26:24, 22:25, 25:14, 23:25, 15:9  |
| 29.01.2008 | Spar Tenerife Marichal   | 3:0   | Post Schwechat           | 25:8, 25:14, 25:14                |

### Play-off

#### Runda 12
| Data       | Drużyna 1                | Wynik | Drużyna 2                  | Sety                              |
| ---------- | ------------------------ | ----- | -------------------------- | --------------------------------- |
| 13.02.2008 | Colussi Perugia          | 3:0   | Spar Tenerife Marichal     | 25:13, 25:23, 25:19               |
| 20.02.2008 | Colussi Perugia          | 3:1   | Spar Tenerife Marichal     | 28:26, 23:25, 25:18, 25:22        |
|            |                          |       |                            |                                   |
| 12.02.2008 | Dinamo Moskwa            | 1:3   | Vini Monteschiavo Jesi     | 23:25, 18:25, 25:18, 20:25        |
| 20.02.2008 | Dinamo Moskwa            | 1:3   | Vini Monteschiavo Jesi     | 20:25, 18:25, 25:22, 27:29        |
|            |                          |       |                            |                                   |
| 14.02.2008 | Zarieczje Odincowo       | 3:0   | Farmutil Piła              | 25:16, 25:19, 25:22               |
| 21.02.2008 | Zarieczje Odincowo       | 3:1   | Farmutil Piła              | 23:25, 25:15, 25:17, 31:29        |
|            |                          |       |                            |                                   |
| 14.02.2008 | Winiary Bakalland Kalisz | 3:2   | Dela Martinus Amstelveen   | 19:25, 24:26, 25:21, 25:18, 16:14 |
| 21.02.2008 | Winiary Bakalland Kalisz | 0:3   | Dela Martinus Amstelveen   | 28:30, 18:25, 17:25               |
|            |                          |       |                            |                                   |
| 12.02.2008 | Asystel Novara           | 3:0   | Eczacıbaşı Zentiva Stambuł | 33:31, 25:19, 25:21               |
| 21.02.2008 | Asystel Novara           | 1:3   | Eczacıbaşı Zentiva Stambuł | 25:13, 17:25, 19:25, 21:25        |
|            |                          |       |                            |                                   |
| 14.02.2008 | RC Cannes                | 2:3   | Voléro Zurych              | 25:19, 21:25, 22:25, 25:20, 13:15 |
| 20.02.2008 | RC Cannes                | 0:3   | Voléro Zurych              | 21:25, 20:25, 12:25               |

#### Runda 6
| Data       | Drużyna 1          | Wynik | Drużyna 2                | Sety                              |
| ---------- | ------------------ | ----- | ------------------------ | --------------------------------- |
| 05.03.2008 | Colussi Perugia    | 3:0   | Vini Monteschiavo Jesi   | 25:18, 30:28, 34:32               |
| 12.03.2008 | Colussi Perugia    | 2:3   | Vini Monteschiavo Jesi   | 21:25, 25:15, 23:25, 25:17, 6:15  |
|            |                    |       |                          |                                   |
| 04.03.2008 | Zarieczje Odincowo | 3:1   | Dela Martinus Amstelveen | 15:25, 25:19, 25:15, 25:15        |
| 13.03.2008 | Zarieczje Odincowo | 2:3   | Dela Martinus Amstelveen | 23:25, 15:25, 25:20, 25:22, 10:15 |
|            |                    |       |                          |                                   |
| 05.03.2008 | Asystel Novara     | 3:0   | Voléro Zurych            | 25:23, 25:23, 25:21               |
| 12.03.2008 | Asystel Novara     | 2:3   | Voléro Zurych            | 25:23, 25:21, 20:25, 20:25, 11:15 |

### Turniej finałowy
Murcja

#### Półfinały
| Data       | Drużyna 1          | Wynik | Drużyna 2          | Sety                              |
| ---------- | ------------------ | ----- | ------------------ | --------------------------------- |
| 05.04.2008 | Zarieczje Odincowo | 3:1   | Gruppo 2002 Murcia | 25:15, 19:25, 25:22, 25:23        |
| 05.04.2008 | Colussi Perugia    | 3:2   | Asystel Novara     | 25:22, 20:25, 25:17, 23:25, 15:12 |

#### Mecz o 3. miejsce
| Data       | Drużyna 1      | Wynik | Drużyna 2          | Sety                              |
| ---------- | -------------- | ----- | ------------------ | --------------------------------- |
| 06.04.2008 | Asystel Novara | 3:2   | Gruppo 2002 Murcia | 29:27, 22:25, 25:27, 27:25, 15:11 |

#### Finał
| Data       | Drużyna 1       | Wynik | Drużyna 2          | Sety                       |
| ---------- | --------------- | ----- | ------------------ | -------------------------- |
| 06.04.2008 | Colussi Perugia | 3:1   | Zarieczje Odincowo | 25:15, 25:21, 18:25, 25:14 |

## Klasyfikacja końcowa
| Miejsce | Drużyna              |
| ------- | -------------------- |
| złoto   | Despar Sirio Perugia |
| srebro  | Zarieczje Odincowo   |
| brąz    | Asystel Novara       |
| 4.      | Gruppo Murcia 2002   |